# 大阪社会保険事務局
大阪社会保険事務局（おおさかしゃかいほけんじむきょく）は、大阪府大阪市中央区にあった社会保険庁の地方支分部局で、大阪府を管轄していた。

## 管内社会保険事務所等
- 大阪社会保険事務局平野事務所（平野社会保険事務所）
- 天満社会保険事務所
- 福島社会保険事務所
- 大手前社会保険事務所(大阪社会保険事務局大手前社会保険事務室)
- 堀江社会保険事務所
- 市岡社会保険事務所
- 天王寺社会保険事務所
- 難波社会保険事務所
- 玉出社会保険事務所
- 淀川社会保険事務所
- 今里社会保険事務所
- 城東社会保険事務所
- 貝塚社会保険事務所
- 堺東社会保険事務所
- 堺西社会保険事務所
- 東大阪社会保険事務所
- 八尾社会保険事務所
- 吹田社会保険事務所
- 豊中社会保険事務所
- 守口社会保険事務所
- 枚方社会保険事務所
  - 以下は来訪相談専用センター
    - 天王寺年金相談センター
    - 吹田年金相談センター
    - 堺東年金相談センター
    - 枚方年金相談センター
    - 城東年金相談センター
    - 東大阪年金相談センター
    - 豊中年金相談センター
    - なかもず年金相談センター